# Jasper van Dijk
Jasper Jonathan van Dijk (Jutphaas, 20 april 1971) is een Nederlands voormalig politicus. Hij was namens de Socialistische Partij (SP) van 2006 tot 2023 lid van de Tweede Kamer der Staten-Generaal.

## Loopbaan
Jasper van Dijk studeerde politicologie aan de Universiteit van Amsterdam. Hij was fractiemedewerker op het gebied van onderwijs bij de Tweede Kamerfractie, hij schreef toen de notitie Het vmbo verdient beter. In 2004 en 2005 was Van Dijk fractiemedewerker bij de SP in het Europees Parlement, daar was hij betrokken bij de campagne tegen de Europese grondwet. In Amsterdam was hij betrokken bij het opzetten van het maandelijkse politiek café Badzout. Bij de gemeenteraadsverkiezingen 2006 werd hij gekozen in de Amsterdamse gemeenteraad.
Bij de Tweede Kamerverkiezingen 2006 stond hij op plaats 13 van de kandidatenlijst van de SP, en werd verkozen in de Tweede Kamer. Hij nam daarom na enkele maanden al afscheid van de gemeenteraad in Amsterdam. Hij was binnen de SP-fractie lange tijd verantwoordelijk voor onderwijs (hoger onderwijs en voortgezet onderwijs) en media. Hij is in de Kamer lid van de commissies Onderwijs, Cultuur en Wetenschap, Buitenlandse Zaken, Nederlands-Antilliaanse en Arubaanse Zaken, Europese Zaken en Integratiebeleid.
Hij stelde dat hij vooral "de bureaucratie en de grote hoeveelheid managers in de publieke sector wil aanpakken". Op 29 december 2006 publiceerde Jan Marijnissen een interview met Jasper van Dijk over de autonomie van de leraren, competentiegericht leren en de bureaucratie in het onderwijs, met name in het hbo.
Van Dijk hield zijn maidenspeech op 27 maart 2007 bij het wetsvoorstel Wijziging van de Leerplichtwet 1969. Later hield hij zich in de Kamer onder andere bezig met het behoud van de studiefinanciering en verzette zich tegen het "sociale" leenstelsel dat door het kabinet-Rutte II werd voorgesteld.
Sinds 2021 was hij in het parlement woordvoerder defensie, buitenlandse zaken, ontwikkelingssamenwerking, Europa en asiel en migratie.
Eind maart 2023 ging hij met ziekteverlof en werd in de Tweede Kamer vervangen door Frank Futselaar. Van Dijk keerde in juli weer terug. Hij stond op de negende plek van de kandidatenlijst van de SP bij de Tweede Kamerverkiezingen 2023, te laag om opnieuw gekozen te worden. Hierna werd hij onder meer actief als interviewer bij De Nieuwe Wereld. In april 2025 begon hij als redacteur bij Nieuws van de Dag.

## Privéleven
Van Dijk is vader van een dochter.

## Uitslagen verkiezingen
| Verkiezingen                  | Plaats Van Dijk | Zetels SP | Aantal stemmen |
| ----------------------------- | --------------- | --------- | -------------- |
| Tweede Kamerverkiezingen 2003 | 17 (lijst SP)   | 9         |                |
| Tweede Kamerverkiezingen 2006 | 13 (lijst SP)   | 25        |                |
| Tweede Kamerverkiezingen 2010 | 9 (lijst SP)    | 15        | 1.785          |
| Tweede Kamerverkiezingen 2012 | 8 (lijst SP)    | 14        | 1.506          |
| Tweede Kamerverkiezingen 2017 | 14 (lijst SP)   | 14        | 1.343          |
| Tweede Kamerverkiezingen 2021 | 9 (lijst SP)    | 9         | 1.338          |
| Tweede Kamerverkiezingen 2023 | 9 (lijst SP)    | 5         | 1.641          |